# Station Środa Wielkopolska Kipa
Station Środa Wielkopolska Kipa is een spoorwegstation in de Poolse plaats .